# 黄爱龙
黄爱龙（1964年5月—），男，汉族，重庆渝中人，中华人民共和国政治人物。现任重庆医科大学校长，教授，博士生导师。第十三、十四届全国政协委员、重庆市人民政府参事。